# Abilio Calderón Rojo
Abilio Calderón Rojo (Grijota, 22 de febrero de 1867-Palencia, 10 de julio de 1939) fue un abogado y político español, ministro de Fomento y ministro de Trabajo, Comercio e Industria durante el reinado de Alfonso XIII. 

## Biografía
Fue hijo de Valentín Calderón García, Miembro del Partido Agrario de Castilla, inicia su carrera política como diputado en el Congreso al obtener un escaño en las elecciones de 1898 en representación del distrito electoral de Palencia, escaño que volvería a obtener en todos los procesos electorales celebrados hasta 1923. Como cacique provincial de la Restauración, dispuso de una amplia red clientelar.
Tras la dictadura del general Primo de Rivera, sería elegido como diputado en Cortes en las tres elecciones celebradas durante la II República formando parte, en la primera de ellas, de la facción política denominada castellanista agraria independiente (el único que figura en el archivo del Congreso de los Diputados con tal adscripción),
Ocupó el cargo de director general de Administración Local y de Obras Públicas, siendo autor de la ley que hacía el Canal de Castilla canal de riego. 
Fue nombrado ministro de Fomento entre el 20 de julio y el 12 de diciembre de 1919 en el gobierno que presidió Sánchez de Toca y ministro de Trabajo, Comercio e Industria entre el 8 de marzo y el 7 de diciembre de 1922 en el gabinete presidido por Sánchez Guerra.
Fue uno de los veintidós juristas que, designados por el Ministerio de Gobernación, dieron su opinión sobre los hechos acaecidos en las elecciones generales, documento publicado el 21 de diciembre de 1938, en el que expresaron su opinión tras la investigación sobre las “supuestas” irregularidades que el gobierno negaba y que precedieron la sublevación militar y posterior guerra civil española.